# Werner Scheu
Theodor Hugo Werner Scheu (* 30. März 1910 in Heydekrug; † 13. Oktober 1989 in Emden) war ein deutscher Kinderarzt, SS-Untersturmführer, Täter des Holocaust und verurteilter Kriegsverbrecher.

## Leben
Werner Scheu wurde 1910 auf dem Gut Adlig-Heydekrug in Ostpreußen geboren und war ein Sohn des Kreisarztes Dr. Erich Scheu († 1929). Auch Werner Scheu wurde später Arzt, genauer Kinderarzt. Er war Enkel des späteren Generallandschaftsdirektors Hugo Scheu, dem Besitzer des Gutes Heydekrug. 1937 erbte er das Gut und bewirtschaftete es ab 1941. Im August 1942 heiratete Scheu Anne-Liese Werner und hatte zwei Söhne (* 1943 und * 1945).
Nachdem er die Schule mit dem Abitur abgeschlossen hatte, studierte er ab 1928 Medizin in Königsberg, Tübingen und Freiburg. 1934 promovierte er und kehrte nach Heydekrug auf das Gut zurück. Er betätigte sich als Landwirt. Nach der Zwangsemigration der jüdischen Bevölkerung des Memellandes war Scheu aufgrund des daraus folgenden Ärztemangels 1938/39 als Arzt im Kreiskrankenhaus tätig.
Noch vor Anschluss des Memellands hatte Scheu als passionierter Reiter im Januar 1939 eine berittene Staffel des Memelländischen Ordnungsdienstes (MOD) aufgestellt, welche für die Grenzbewachung eingesetzt wurde. Kurze Zeit später wurde diese Staffel als Sturm 2 der SS-Reiterstandarte 20 (auch SS Heydekrug genannt) in die SS überführt. Scheu trat im gleichen Jahr Anfang April der NSDAP und wenig später der SS bei, wobei er dort mit seinem Eintritt am 20. April 1939 im Rang eines SS-Oberscharführers geführt wurde (Nr. 333.427). In Heydekrug wurde er u. a. Ortsbauernführer und Hauptabteilungsleiter der Kreisbauernschaft. Weitere Parteifunktionen und Ehrenämter u. a. als Aufsichtsrat der Raiffeisenbank, folgten. 1940 folgte seine Beförderung zum SS-Untersturmführer. Zu Kriegsbeginn wurde er aufgrund der Größe seines landwirtschaftlichen Betriebs nicht zum Fronteinsatz eingezogen (sondern erst 1944) und hatte zeitweise weitere Güter unter seiner Verwaltung. Zu diesem Zeitpunkt hatte er vierzehn öffentliche Ämter inne.
1940/41 begann in Heydekrug mit Hilfe von Scheu die Errichtung eines Arbeitslagers für jüdische Zwangsarbeiter aus Litauen, welche u. a. für den Straßenbau eingesetzt werden sollten. Der kommissarische Landrat von Heydekrug, Wilhelm Schmidt, forderte hierzu Scheu 1941 auf, bei der Zuführung der jüdischen Zwangsarbeiter aus Litauen mit seiner SS-Staffel behilflich zu sein. Scheu holte sich die Zustimmung von seinem SS-Standartenführer und Führer der SS-Reiterstandarte 20, Karl Struve, und organisierte die sogenannte „Judenbeschaffungsaktion“. Am 27. Juni 1941 wurde die Aktion, geleitet von Scheu, im litauischen Grenzgebiet durchgeführt. Ziele waren die Orte Švėkšna, Veivirzenai, Laukuva und Kvėderna. In Švėkšna trieben Scheu und seine Männer 100 bis 200 jüdische Männer in der Synagoge des Ortes zusammen. Dort wurden sie ihrer Wertsachen beraubt und Kranke bzw. als nicht arbeitsfähig empfundene Männer direkt erschossen. Drei Wochen später kam es zu einer zweiten Aktion in Žemaičių Naumiestis. An diesem Tag wurden bei dieser Aktion 200 Juden erschossen. Insgesamt wurden ca. 400 jüdische Zwangsarbeiter nach Heydekrug und in die Umgebung verschleppt. Scheu setzte auch Zwangsarbeiter auf seinem Gut ein. Es wurde berichtet, dass er persönlich arbeitsunfähige Gefangene zur litauischen Grenze brachte und dort erschoss. Lediglich ein Fall ist aber belegt. 1943 wurde das illegale Lager aufgelöst, welches Scheu bis dahin kontrolliert hatte, und die restlichen Juden in das KZ Auschwitz deportiert. Die SS-Kräfte waren in der Zeit ab Kriegsbeginn fortlaufend in die Wehrmacht eingezogen worden, sodass die SS-Staffel von Scheu an Größe und Einfluss verloren hatte.
Im Herbst 1944 wurde Scheu zur Waffen-SS eingezogen und erhielt eine dreimonatige Grundausbildung in Breslau-Lissa. Anschließend kam er zu einem SS-Regiment der SS-Leibstandarte nach Ungarn. Hier wurde er verwundet und erkrankte schwer. Er wurde in ein Lazarett nach Rosenheim, später nach Gera verlegt, und geriet Anfang 1945 in amerikanische Gefangenschaft. Im Lager Bad Kreuznach erkrankte er erneut schwer, sodass er in das Kriegsgefangenenlazarett Bad Homburg verlegt wurde. Im Frühjahr 1946 genesen, wurde er dort erst Assistenz- und später noch Oberarzt. Nach Kriegsende war seine Frau nach Friedrichsdorf bei Bad Homburg gezogen. Nach der Auflösung des Lazaretts ließ sich auch Scheu dort nieder und lebte vom Verkauf der geretteten väterlichen Briefmarkensammlung.
1948 pachtete er mit seiner Frau, einer Kinderkrankenschwester, auf der Nordseeinsel Borkum ein Grundstück mit einem Haus. In diesem Haus, welches er später kaufte, leitete er jahrelang das Kinderkurheim und Kinderheim Mövennest, wo Kinder drangsaliert und gequält wurden. Er war auch u. a. als Amtsarzt auf Borkum tätig, ebenso wie als Chefarzt des Stadtkrankenhauses Borkum. Mitte Mai 1960 wurde er enttarnt und kam in Aurich in Untersuchungshaft.
Das Schwurgericht Aurich verurteilte Scheu, gemeinsam mit dem ehemaligen SS-Offizier Karl Struve, im Mai 1961 wegen gemeinschaftlicher Beihilfe zum gemeinschaftlichen Mord an 220 jüdischen Zwangsarbeitern zu 6 Jahren Zuchthaus. Vor dem Schwurgericht hatten auch Überlebende der Ermordungen in Švėkšna gegen Scheu ausgesagt. Der 5. Strafsenat des Bundesgerichtshofs in Berlin hob das Urteil auf und verwies die Sache mit der Begründung, dass die Angeklagten als Mittäter anzusehen seien und zu einer lebenslangen Freiheitsstrafe zu verurteilen seien, an das Schwurgericht zurück. Am 26. Juni 1964 verurteilte ihn das Schwurgericht Aurich wegen gemeinschaftlicher Beihilfe zum Mord zu zehn Jahren Zuchthaus. Die Begründung lautete, dass das Schwurgericht an die Ausführung des Bundesgerichtshofs gebunden sei, im erneuten Verfahren aber eigentlich (wieder) festgestellt hätte, dass der Angeklagte nicht Mittäter, sondern nur Gehilfe gewesen sei. Der Bundesgerichtshof hob erneut das Urteil auf und verurteilte Scheu am 24. August 1964 zur Höchststrafe.
Im Prozess gab Scheu an, dass er nur „ärztliche“ Gnadenschüsse gegeben hätte und die Opfer zum Ausziehen der Jacken angehalten habe, um die Kleidungsprobleme im Reich zu mindern. Er sah sich als Mitläufer und nicht als Mittäter. Die Urteilsbegründung des Schwurgerichts vom Juni 1964 wies darauf hin, dass Scheu und Struve gemordet hatten, gaben aber keine Begründung, wieso beide nicht als Mörder, sondern als Gehilfen verurteilt wurden. Im Werk Summa Iniuria: Ein Pitaval der Justizirrtümer von Hans Martin Sutermeister wird dieses Urteil als Fehlurteil benannt. Die ersten fünf Jahre seiner Haftzeit verbrachte er im Zuchthaus Celle und verfasste in dieser Zeit zwei Bücher. Anschließend wurde die lebenslängliche Strafe reduziert, sodass er vorzeitig am 1. August 1972 aus der Haft entlassen wurde.
Die systematischen Misshandlungen der Kinder durch Scheu wurde 2020 durch Report Mainz recherchiert und in einem Bericht ausgestrahlt.

## Werke
- Verhaltensweisen deutscher Strafgefangener heute: Beobachtungen und Gedanken. (= Kriminologische Studien. Band 6). Otto Schwartz, Göttingen 1971.
- Birute. Roman aus Litauen. Damm, München 1966.